# Gârceni (gmina)
Gârceni – gmina w Rumunii, w okręgu Vaslui. Obejmuje miejscowości Dumbrăveni, Gârceni, Racova, Racovița, Slobozia i Trohan. W 2011 roku liczyła 2443 mieszkańców.